# De Schelvenaer

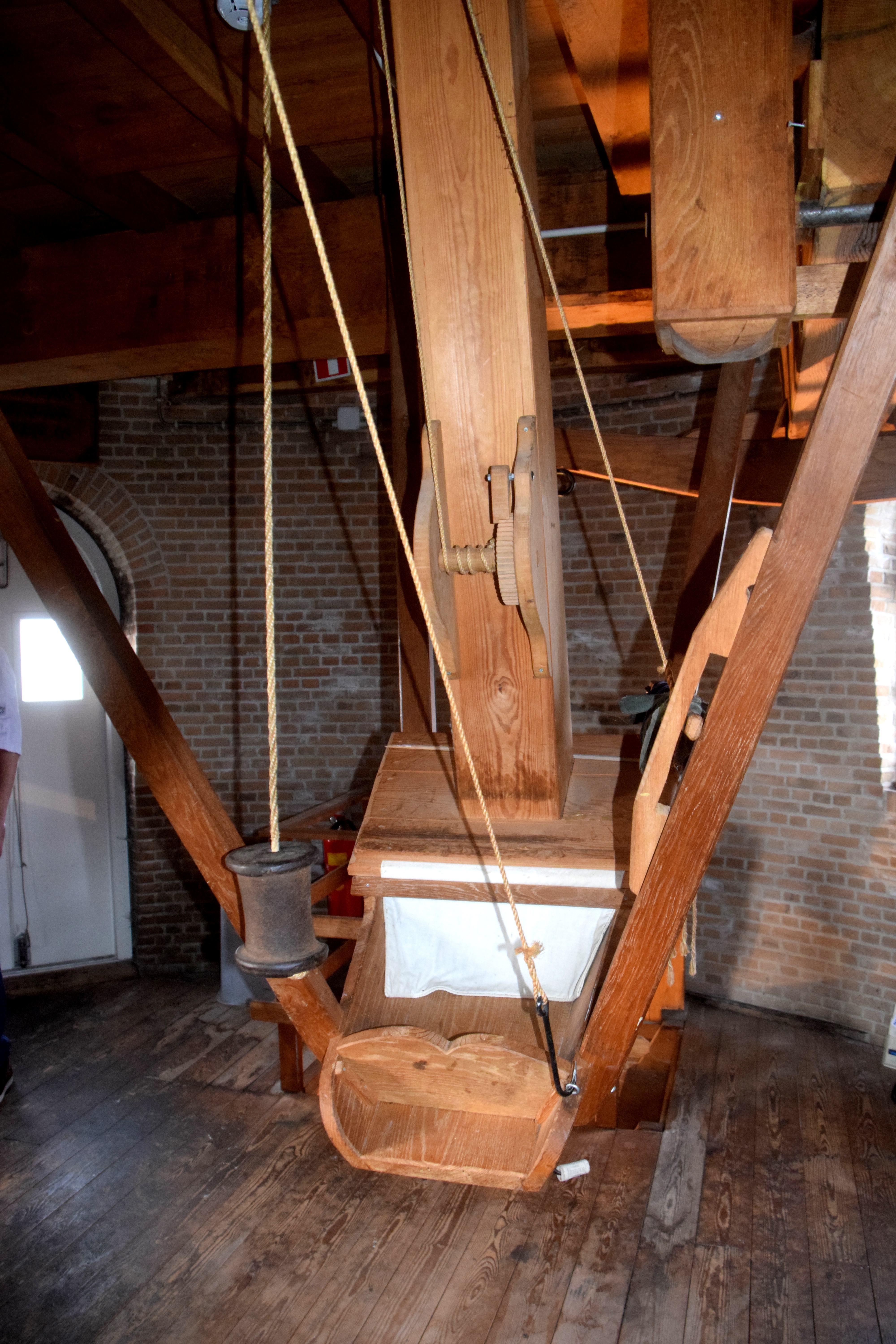

De Schelvenaer of Onverwacht is een korenmolen aan de Korenmolen 1 in de Nederlandse gemeente Krimpen aan den IJssel. Hij is gebouwd op een plaats waar tot 1992 de stellingmolen Onverwacht stond. Deze molen werd in 1853 in opdracht van Cornelis van Schelven buitendijks gebouwd, zodat schepen met graan vanuit Rotterdam konden aanmeren om hun vracht bij de molen te lossen.
De Onverwacht brandde op 15 mei 1930 uit. De brandweer kon pas met bluswerkzaamheden beginnen nadat de ronddraaiende brandende wieken naar beneden waren gevallen. De romp van de Onverwacht deed nog lange tijd als onderdeel van de maalderij van Willem van Schelven, achterkleinzoon van Cornelis van Schelven. De werkzaamheden van het bedrijf werden in 1975 beëindigd, waarna alle gebouwen werden afgebroken. De door de brand gehavende molenromp bleef staan.
In 1986 werd het plan opgevat de molen te herbouwen. De romp was verzakt en gescheurd ten gevolge van het ontbreken van een goede fundering en de gevolgen van de brand van 1930, en is uiteindelijk in 1992 afgebroken. In 1993 werd de molen opnieuw opgebouwd, ditmaal op een betere fundering. De naam is afgeleid van de molenaarsfamilie van Schelven. In de molen was een restaurant ondergebracht, eveneens met de naam "De Schelvenaer", tegenwoordig heet het "Ross Lovell".
De molen is een gemeentelijk monument en doorgaans op zaterdagen geopend en is uitgerust met 1 koppel maalstenen.